# Troglarmadillidium machadoi
Troglarmadillidium machadoi är en kräftdjursart som beskrevs av Albert Vandel 1945. Troglarmadillidium machadoi ingår i släktet Troglarmadillidium och familjen klotgråsuggor. Inga underarter finns listade i Catalogue of Life.